# Trifolium triaristatum
Trifolium triaristatum är en ärtväxtart som beskrevs av Luigi Aloysius Colla. Trifolium triaristatum ingår i släktet klövrar, och familjen ärtväxter. Inga underarter finns listade i Catalogue of Life.